# Jedermann bei den Salzburger Festspielen

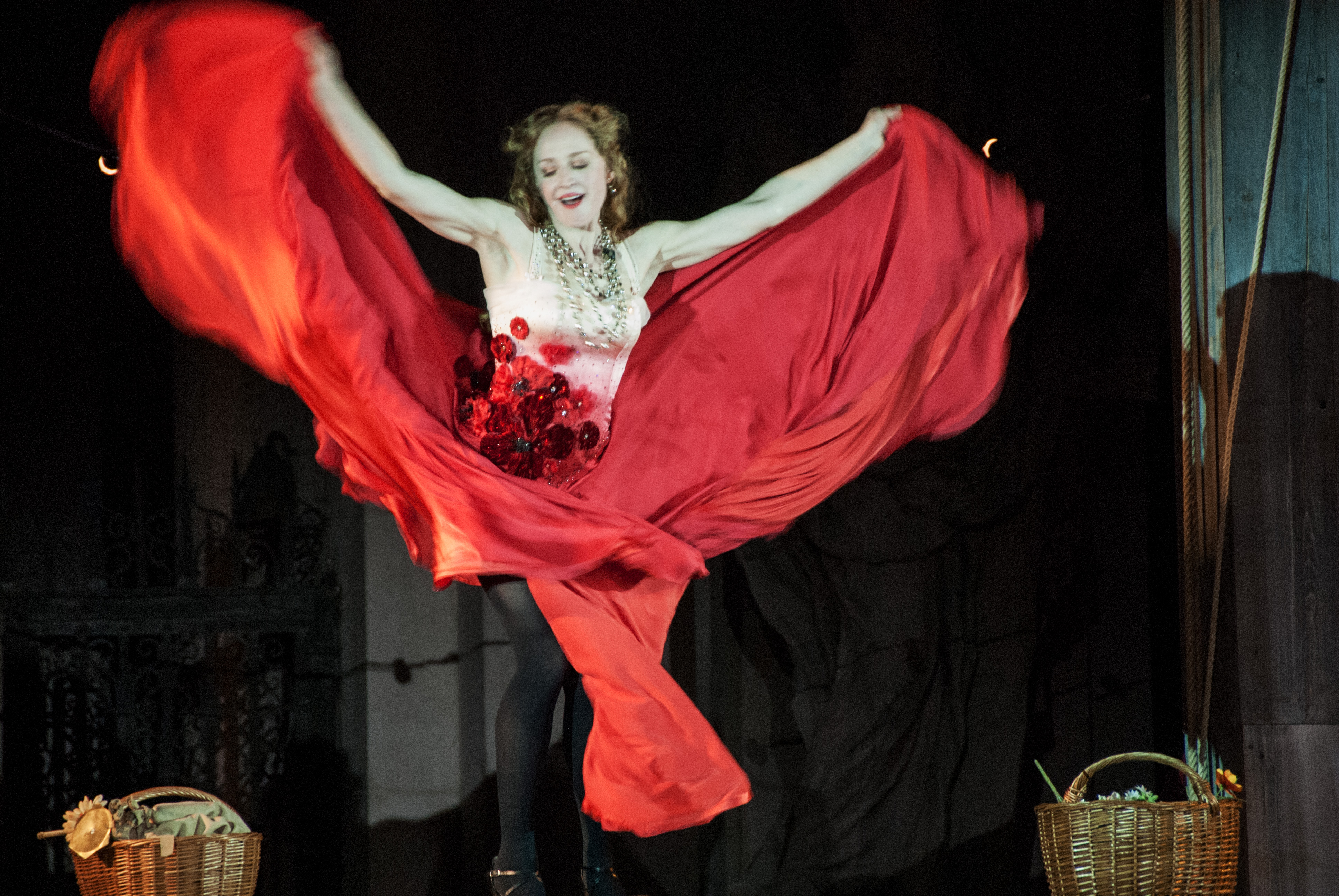
Die Buhlschaft, Brigitte Hobmeier

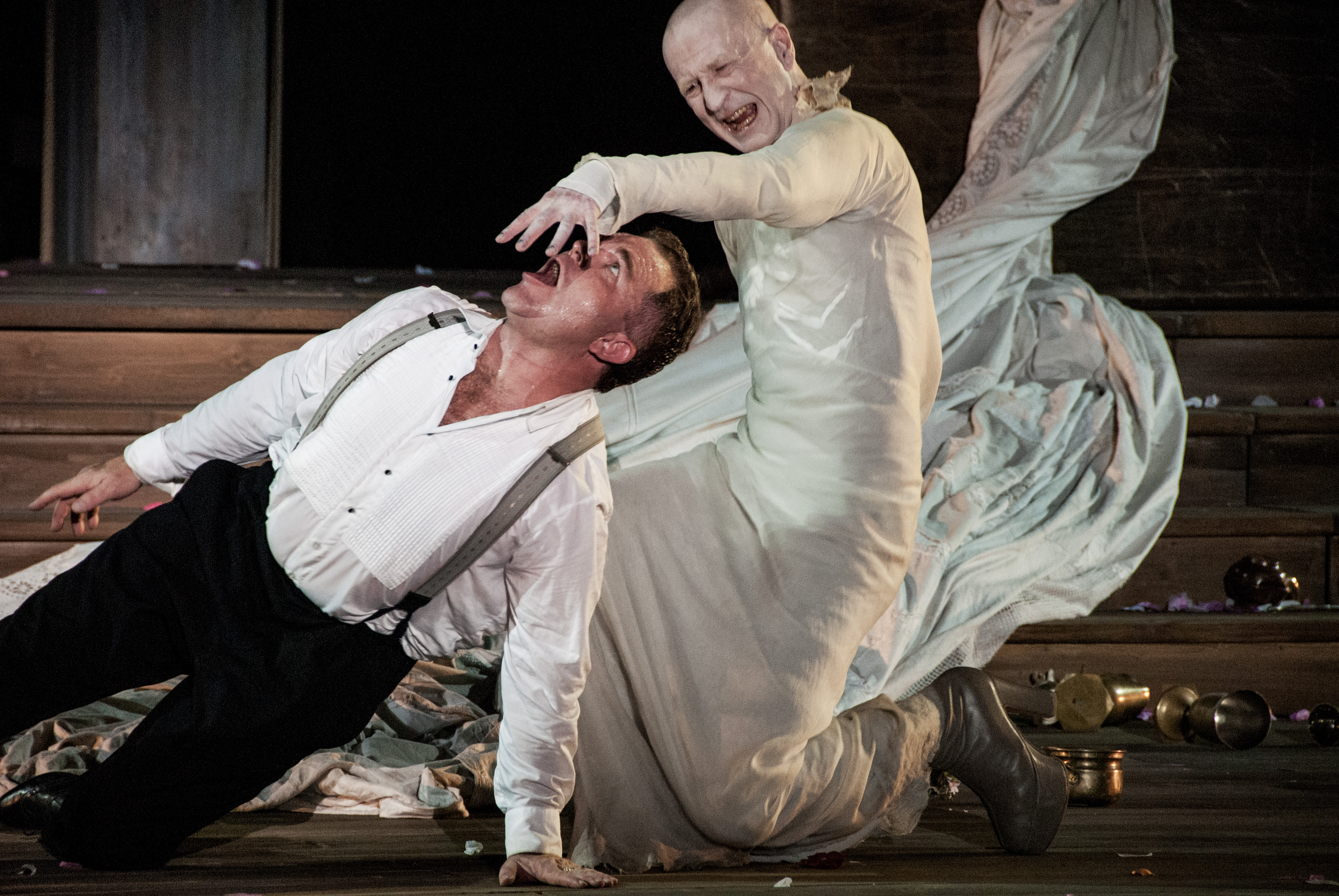
Jedermann und der Tod, Cornelius Obonya und Peter Lohmeyer

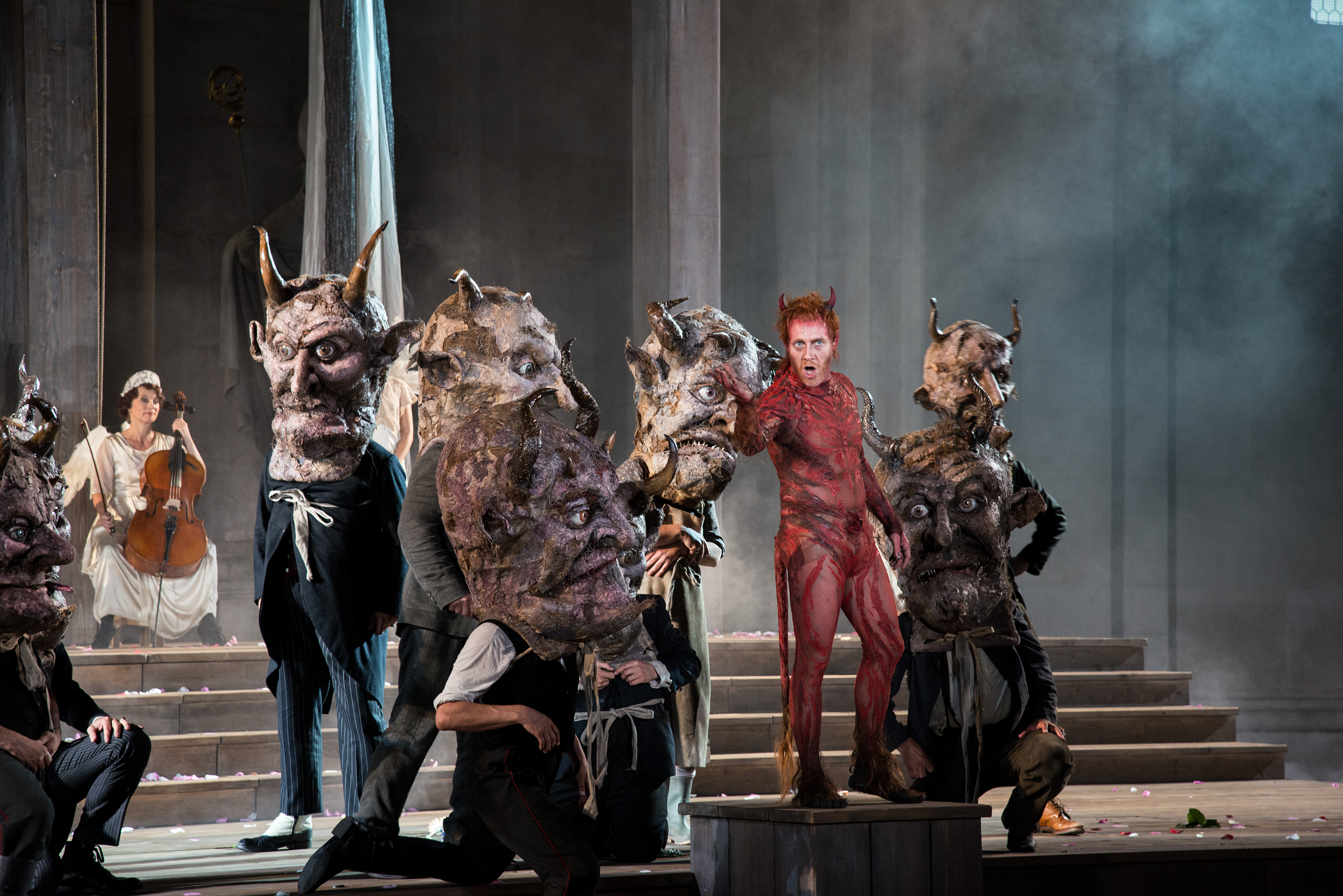
Der Teufel, Simon Schwarz

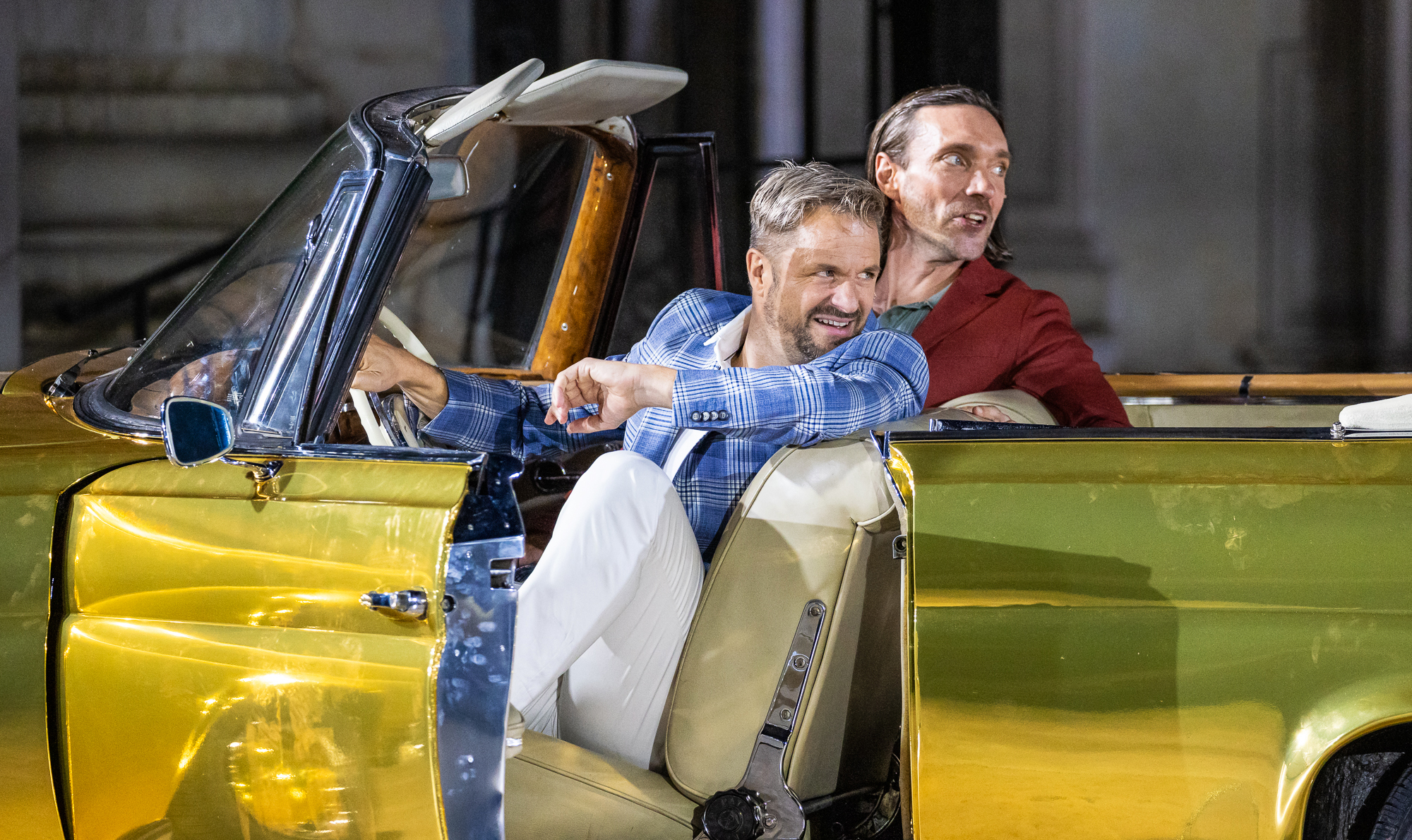
Jedermann und Guter Gesell, Philipp Hochmair und Christoph Luser

Die Jedermann-Aufführungen der Salzburger Festspiele auf dem Domplatz seit 1920 und ihre Besetzungen reflektieren die deutschsprachige Theaterlandschaft und Filmszene. Eine Vielzahl namhafter Schauspieler ist im Salzburger Jedermann aufgetreten, oft auch in kleineren Rollen.

## Jedermann und Buhlschaft
Neben dem Iffland-Ring gilt die Hauptrolle im Jedermann als größte Auszeichnung für einen Schauspieler im deutschsprachigen Raum. Sie wird zumeist mit routinierten Theaterschauspielern besetzt, die sich in klassischen Rollen bewährt haben. Die Rolle der Buhlschaft – mit sehr wenig Text, aber maximaler Sichtbarkeit – hat sich im Laufe der vergangenen Jahrzehnte als Barometer für das jeweils aktuelle weibliche Schönheitsideal herauskristallisiert. Häufig fällt die Wahl auf populäre Fernseh- und Filmstars, wie Nadja Tiller, Christiane Hörbiger, Nicole Heesters, Senta Berger, Marthe Keller, Sophie Rois oder Veronica Ferres.
Während in der Zeit Max Reinhardts drei Jedermänner nur zwei Buhlschaften gegenüberstanden, wechselten in der Nachkriegszeit die Buhlschaften häufig, während die Darsteller des Jedermanns längere Jahre spielten: Walther Reyer durfte in acht Spielzeiten sechs verschiedene Buhlschaften umarmen. Einige Jedermann-Darsteller sind vor bzw. nach Übernahme der Hauptrolle auch in kleineren Rollen aufgetreten. Die Geschichte des Salzburger Jedermanns ist auch eine Geschichte der Brüche und der Kontinuitäten. Beispielsweise war Paul Hartmann 1927 als Guter Gesell, 1928 und 1930 als Stimme des Herrn besetzt, 1932 bis 1934 übernahm er die Titelrolle, 1935 wurde er an Görings Preußisches Staatstheater in Berlin engagiert, von 1942 bis 1945 war er Präsident der NS-Reichstheaterkammer und 1963 war er neuerlich als Stimme des Herrn am Salzburger Domplatz zu hören. In der Haeusserman-Produktion von 1973 mit Curd Jürgens in der Hauptrolle spielten drei frühere Jedermänner – Walther Reyer den Guten Gesellen, Will Quadflieg den Tod und Ewald Balser die Stimme des Herrn. Von 1978 bis 1982 übernahm der frühere Jedermann Ernst Schröder die Rolle des Mammon. Helmut Lohner war sieben Jahre lang der Teufel und einen Sommer lang der Tod, bevor ihm 1990 die Hauptrolle übertragen wurde.
Auch einige Buhlschaften kehrten Jahrzehnte später – als Jedermanns Mutter – nach Salzburg zurück: Dagny Servaes (1960), Heidemarie Hatheyer (1978 bis 1982), Lola Müthel (1995 bis 1998) und Elisabeth Trissenaar (2007 bis 2009). Eine weitere frühere Buhlschaft – Sunnyi Melles – verkörperte 2002 den Glauben.

## Besetzung der kleineren Rollen
Derzeit finden alljährlich 14 Aufführungen statt, zumeist ausverkauft. Mit einer alljährlichen Besucherzahl von über 30.000 Besuchern und der Aufmerksamkeit der überregionalen Presse stellt der Salzburger Jedermann ein attraktives Podium für Schauspieler dar, auch für die kleineren Rollen. Ein Auftritt im Jedermann ist nicht zuletzt auch deshalb bei den Schauspielern begehrt, weil selbst die Nebenrollen markant ausgeprägt sind und virtuose Darstellungen ermöglichen. Insbesondere Teufel und Tod, Dicker und Dünner Vetter, Mammon, Jedermanns Mutter, die Guten Werke und der Glaube erfreuen sich hoher Beliebtheit.
1920 und 1921 verkörperte Helene Thimig, die spätere Ehefrau Max Reinhardts, die Guten Werke, von 1928 bis 1965 war sie – mit Unterbrechungen – als Glaube in Salzburg zu sehen. Auch Sonja Sutter wechselte von den Guten Werken zum Glauben.
Zu den vielseitigsten männlichen Darstellern zählt Karl Blühm, der 1949 den Teufel, zwischen 1950 und 1960 die Stimme des Herrn, von 1961 bis 1965 den Schuldknecht, von 1971 bis 1978 den Hausvogt, einmalig 1972 den Tod und danach den Knecht verkörperte.
Auch die Übernahme von zwei Rollen am selben Abend erfolgte fallweise: Werner Krauß spielte 1920 und 1921 Tod und Teufel, ebenso Louis Rainer von 1929 bis 1934. Raul Lange spielte zwischen 1920 und 1937 oft am selben Abend die Stimme des Herrn und den Mammon. In der Stückl-Inszenierung spielte der Gute Gesell auch jeweils den Teufel, und die Stimme des Herrn verkörperte auch den Armen Nachbarn. In der Mertes/Crouch-Inszenierung übernahmen Dicker und Dünner Vetter auch die Funktion des Spielansagers.
Erstmals rufen 2023 auch Frauen von den umliegenden Gebäuden „Je–der–mann“. Die drei lautstarken Ruferinnen Renata Gottschalk, Irmtraud Költringer und Johanna Wienerroither kommen aus unterschiedlichen Berufen. Den Einsatz erhalten die Rufer heutzutage per Smartphone, während in frühen Zeiten mit einem hellen Tuch händisch signalgewunken wurde.

## Erläuterungen zu den Tabellen
Im Jahr ihres ersten Auftretens in einer Jedermann-Rolle sind die Namen der Schauspieler blau gefärbt, somit verlinkt. Beim Klicken auf den Namen erscheint die Biographie des Schauspielers. Wird der Name in rot angezeigt, bedeutet dies, dass noch keine Biographie in der Wikipedia besteht. – Erstreckt sich ein Feld über mehrere Jahre, so bedeutet dies, dass die Besetzung im entsprechenden Zeitraum unverändert blieb. So spielte Alexander Moissi in den Jahren 1920 und 1921, sowie erneut von 1926 bis 1933 die Hauptrolle. – Sind in der Titelzeile drei Rollen vermerkt, so folgen in der Jahresspalte drei Schauspieler. So spielten 1920 und 1921 Frieda Richard die Mutter, Helene Thimig die Guten Werke und Hedwig Bleibtreu den Glauben.

## 1920 bis 1937: Inszenierung Max Reinhardts
| Jahr | Jedermann        | Buhlschaft     | Spielansager Guter Gesell Hausvogt           | Armer Nachbar Schuldknecht Sein Weib        | Dicker Vetter Dünner Vetter Mammon           | Gott Tod Teufel                            | Mutter Gute Werke Glaube                      |
| ---- | ---------------- | -------------- | -------------------------------------------- | ------------------------------------------- | -------------------------------------------- | ------------------------------------------ | --------------------------------------------- |
| 1920 | Alexander Moissi | Johanna Terwin | Franz Löser Wilhelm Dieterle Fritz Reichl    | Fritz Richard Emil Rameau Tiny Senders      | Otto König Fritz Richard Heinrich George     | Raul Lange Werner Krauß                    | Frieda Richard Helene Thimig Hedwig Bleibtreu |
| 1921 | Alexander Moissi | Johanna Terwin | Franz Löser Hans Brockmann Friedrich Bertel  | Fritz Richard Emil Rameau Czernitz-Renn     | W. Diegelmann Fritz Richard Raul Lange       | Raul Lange Werner Krauß                    | Frieda Richard Helene Thimig Hedwig Bleibtreu |
| 1922 |                  |                |                                              |                                             |                                              |                                            |                                               |
| 1923 |                  |                |                                              |                                             |                                              |                                            |                                               |
| 1924 |                  |                |                                              |                                             |                                              |                                            |                                               |
| 1925 |                  |                |                                              |                                             |                                              |                                            |                                               |
| 1926 | Alexander Moissi | Dagny Servaes  | Franz Löser Lothar Müthel Fritz Reichl       | Fritz Richard H. Dirmoser Czernitz-Renn     | W. Diegelmann Friedrich Kühne Oskar Homolka  | Josef Danegger Louis Rainer Max Pallenberg | Frieda Richard Lili Darvas Hedwig Bleibtreu   |
| 1927 | Alexander Moissi | Dagny Servaes  | Franz Löser Paul Hartmann Friedrich Bertel   | Fritz Richard F. Kayßler Czernitz-Renn      | W. Diegelmann Fritz Richard Josef Danegger   | Josef Danegger Louis Rainer W.Sokoloff     | Frieda Richard Lili Darvas Hedwig Bleibtreu   |
| 1928 | Alexander Moissi | Dagny Servaes  | Franz Löser Hans Rehmann Friedrich Bertel    | Fritz Richard Hans Peppler Czernitz-Renn    | W. Diegelmann Friedrich Kühne Ferdinand Hart | Paul Hartmann Armand Zaepfel Erwin Faber   | Frieda Richard Franziska Kinz Helene Thimig   |
| 1929 | Alexander Moissi | Dagny Servaes  | Franz Löser Erich Musil Friedrich Bertel     | Fritz Richard E.v.Winterstein Czernitz-Renn | W. Diegelmann Friedrich Kühne Raul Lange     | Raul Lange Louis Rainer                    | Frieda Richard Karin Evans Helene Thimig      |
| 1930 | Alexander Moissi | Dagny Servaes  | Franz Löser Erich Musil Friedrich Bertel     | Fritz Richard E.v.Winterstein Czernitz-Renn | W. Diegelmann Friedrich Kühne Raul Lange     | Raul Lange Louis Rainer                    | Frieda Richard Marianne Walla Helene Thimig   |
| 1931 | Alexander Moissi | Dagny Servaes  | Franz Löser Attila Hörbiger Friedrich Bertel | Fritz Richard E.v.Winterstein Czernitz-Renn | W. Diegelmann Richard Eybner Raul Lange      | Raul Lange Louis Rainer                    | Frieda Richard Marianne Walla Helene Thimig   |
| 1932 | Paul Hartmann    | Dagny Servaes  | Franz Löser Fred Liewehr Nikolaus Habel      | Fritz Richard E.v.Winterstein Czernitz-Renn | W. Diegelmann Richard Eybner Raul Lange      | Raul Lange Louis Rainer                    | Frieda Richard Marianne Walla Helene Thimig   |
| 1933 | Paul Hartmann    | Dagny Servaes  | Franz Löser Fred Liewehr Nikolaus Habel      | Fritz Horn Hanns Kurth Czernitz-Renn        | W. Diegelmann Richard Eybner Raul Lange      | Raul Lange Louis Rainer                    | Frieda Richard Marianne Walla Helene Thimig   |
| 1934 | Paul Hartmann    | Dagny Servaes  | Franz Löser Fred Liewehr Karl Trabauer       | Fritz Horn Hanns Kurth Czernitz-Renn        | Wilhelm Schich Richard Eybner Raul Lange     | Raul Lange Louis Rainer                    | Frieda Richard Marianne Walla Helene Thimig   |
| 1935 | Attila Hörbiger  | Dagny Servaes  | Hans Bergen Fred Liewehr Friedrich Bertel    | Fritz Horn Hanns Kurth Czernitz-Renn        | Wilhelm Schich Richard Eybner Raul Lange     | Raul Lange Kurt von Lessen Ludwig Stössel  | Frieda Richard Marianne Walla Helene Thimig   |
| 1936 | Attila Hörbiger  | Dagny Servaes  | Hans Bergen Fred Liewehr Kurt Kasznar        | Fritz Horn Hanns Kurth Czernitz-Renn        | Josef Danegger Richard Eybner Raul Lange     | Raul Lange Kurt von Lessen Ludwig Stössel  | Frieda Richard Marianne Walla Helene Thimig   |
| 1937 | Attila Hörbiger  | Dagny Servaes  | A. Schnayder Fred Liewehr Adolf Lermer       | Fritz Horn Hanns Kurth Roswitha Posselt     | Josef Danegger Richard Eybner Raul Lange     | Raul Lange Herbert Berghof Ludwig Stössel  | Frieda Richard Marianne Walla Helene Thimig   |

- Der Koch wurde verkörpert von Wilhelm Frick (1920), Hugo Schaffer (1921, 1926–1930), Josef Gessler (1931), Georg Siegel (1932), Harry Horner (1933–1937), Hans Herbert (1936).
- Weiters spielten den Jedermann: Raul Lange (am 28. August 1932); Spielansager: Alfred Schnayder (bereits 1936); Jedermanns guten Gesellen: Alexander Stillmark (1929, 1930), Karl Burgstaller (1932–1936); die Stimme des Herrn: Josef Danegger (auch 1930 bis 1933), Paul Hartmann (auch 1930); den Tod: Raul Lange (1930, 1931 und 1934); den Teufel: Louis Rainer (bereits 1926), Theodor Danegger (1930, 1931 und 1934); die Guten Werke: Lili Darvas (auch noch 1930), Mimi Jonstorff (1930); den Glauben: Anny Hoheneck (1926), Helene Thimig (bereits 1927), Ruth Trumpp (1927, 1929), Franziska Kinz (1929), Hanni Hoessrich (1931), Hedwig Pistorius (1934).

## 1938 bis 1945
Während der NS-Zeit in Österreich untersagte Propagandaminister Joseph Goebbels die Jedermann-Aufführungen. Es wurde ein Ersatzstück für den Domplatz gesucht, allerdings nicht gefunden. Nach dem Untergang des NS-Regimes im Mai 1945 stand nicht genügend Vorbereitungszeit zur Verfügung, um bereits bei den Festspielen des Sommers 1945 den Jedermann wieder auf dem Domplatz aufzuführen. 1946 gelang es den Veranstaltern, die Institution wieder zu beleben.

## 1946 bis 1968: In der Tradition Reinhardts
| Jahr | Jedermann       | Buhlschaft          | Spielansager Guter Gesell Hausvogt               | Armer Nachbar Schuldknecht Sein Weib             | Dicker Vetter Dünner Vetter Mammon            | Gott Tod Teufel                          | Mutter Gute Werke Glaube                         |
| ---- | --------------- | ------------------- | ------------------------------------------------ | ------------------------------------------------ | --------------------------------------------- | ---------------------------------------- | ------------------------------------------------ |
| 1946 | Ewald Balser    | Grete Zimmer        | Curth A. Tichy Alexander Trojan Alfred Edthofer  | A. Schnayder Otto Schmöle Czernitz-Renn          | Wilhelm Schmidt Karl Dönch Otto Schmöle       | F. Steinboeck Stefan Skodler Erwin Faber | Frieda Richard Alma Seidler Helene Thimig        |
| 1947 | Attila Hörbiger | Elfe Gerhart        | Nicoletti/Riedmann Josef Meinrad Alfred Edthofer | Fritz Horn Otto Schmöle Alice Lach               | Fritz Eckhardt Theo Lingen Wolfgang Heinz     | Herbert Alsen Ernst Deutsch Karl Paryla  | Lotte Medelsky Alma Seidler Helene Thimig        |
| 1948 | Attila Hörbiger | Maria Becker        | Fred Liewehr Franz Waldeck                       | Alfred Edthofer Otto Schmöle Alice Lach          | Hermann Erhardt Richard Eybner Wolfgang Heinz | Franz Höbling Ernst Deutsch Karl Paryla  | Hedwig Bleibtreu Alma Seidler Helene Thimig      |
| 1949 | Attila Hörbiger | Maria Becker        | Fred Liewehr Franz Waldeck                       | Alfred Edthofer Otto Schmöle Roswitha Posselt    | Hermann Erhardt Richard Eybner Wolfgang Heinz | Werner Krauß Ernst Deutsch Karl Blühm    | Lotte Medelsky Alma Seidler Helene Thimig        |
| 1950 | Attila Hörbiger | Judith Holzmeister  | Fred Liewehr Franz Waldeck                       | Hans Thimig Otto Schmöle Roswitha Posselt        | Hermann Erhardt Richard Eybner Wolfgang Heinz | Karl Blühm Ernst Deutsch H. Kreutzberg   | Lotte Medelsky Alma Seidler Helene Thimig        |
| 1951 | Attila Hörbiger | Judith Holzmeister  | Fred Liewehr Franz Waldeck                       | Theodor Grieg Otto Schmöle Roswitha Posselt      | Hermann Erhardt Richard Eybner Wolfgang Heinz | Karl Blühm Ernst Deutsch Franz Böheim    | Lotte Medelsky Alma Seidler Helene Thimig        |
| 1952 | Will Quadflieg  | Lola Müthel         | Helmut Janatsch Erich Auer Karl Navratil         | Theodor Grieg W. Hebenstreith Roswitha Posselt   | Lindinger/Imhoff Heinz Conrads Willy Rösner   | Karl Blühm F. Schafheitlin Peer Schmidt  | Lotte Medelsky Alma Seidler Antje Weisgerber     |
| 1953 | Will Quadflieg  | Heidemarie Hatheyer | Helmut Janatsch Erich Auer Karl Navratil         | Theodor Grieg W. Hebenstreith Roswitha Posselt   | Fritz Imhoff Bruno Hübner Friedrich Domin     | Karl Blühm Claus Clausen Erik Frey       | Adrienne Gessner Alma Seidler Antje Weisgerber   |
| 1954 | Will Quadflieg  | Heidemarie Hatheyer | Helmut Janatsch Erich Auer Karl Navratil         | Theodor Grieg W. Hebenstreith Roswitha Posselt   | Fritz Imhoff Bruno Hübner Friedrich Domin     | Karl Blühm Claus Clausen O. E. Hasse     | Adrienne Gessner Alma Seidler Antje Weisgerber   |
| 1955 | Will Quadflieg  | Heidemarie Hatheyer | Helmut Janatsch Alexander Trojan Karl Navratil   | Theodor Grieg W. Hebenstreith Roswitha Posselt   | Fritz Imhoff Bruno Hübner Friedrich Domin     | Karl Blühm Claus Clausen Kurt Meisel     | Adrienne Gessner Hilde Mikulicz Antje Weisgerber |
| 1956 | Will Quadflieg  | Martha Wallner      | Helmut Janatsch Walther Reyer Karl Navratil      | Theodor Grieg W. Hebenstreith Roswitha Posselt   | Fritz Imhoff Bruno Hübner Hanns Ernst Jäger   | Karl Blühm Ernst Deutsch Kurt Meisel     | Adrienne Gessner Hilde Mikulicz Antje Weisgerber |
| 1957 | Will Quadflieg  | Martha Wallner      | Helmut Janatsch Walther Reyer Karl Navratil      | Günther Haenel W. Hebenstreith Roswitha Posselt  | Fritz Imhoff Franz Böheim Hans Ernst Jäger    | Karl Blühm Ernst Deutsch Ernst Ginsberg  | Adrienne Gessner Hilde Mikulicz Maria Becker     |
| 1958 | Will Quadflieg  | Martha Wallner      | Helmut Janatsch Erich Auer Karl Navratil         | Günther Haenel W. Hebenstreith Roswitha Posselt  | Fritz Imhoff Kurt Sowinetz Hans Ernst Jäger   | Karl Blühm Ernst Deutsch Ernst Ginsberg  | Adrienne Gessner Hilde Mikulicz Maria Becker     |
| 1959 | Will Quadflieg  | Martha Wallner      | Helmut Janatsch Erich Auer Viktor Braun          | Günther Haenel W. Hebenstreith Roswitha Posselt  |                                               | Karl Blühm Ernst Deutsch Ernst Ginsberg  | Adrienne Gessner Hilde Mikulicz Maria Becker     |
| 1960 | Walther Reyer   | Sigrid Marquardt    | Hans Brockmann Peter Pasetti Herbert Fux         | Ludwig Linkmann W. Hebenstreith Roswitha Posselt | Hugo Lindinger Kurt Sowinetz B.Sterzenbach    | Karl Blühm Ernst Deutsch Ernst Ginsberg  | Servaes/Pistorius A. Düringer E. Flickenschildt  |
| 1961 | Walther Reyer   | Ellen Schwiers      | Julius Patzak Wolfgang Gasser Eduard Cossovel    | Helmut Janatsch Karl Blühm Roswitha Posselt      | Rudolf Rhomberg Peter P. Jost Paul Dahlke     | Ewald Balser Kurt Heintel H. Schweiger   | Alma Seidler Sonja Sutter Paula Wessely          |
| 1962 | Walther Reyer   | Ellen Schwiers      | Julius Patzak Wolfgang Gasser Eduard Cossovel    | Helmut Janatsch Karl Blühm Roswitha Posselt      | Rudolf Rhomberg Peter P. Jost B. Sterzenbach  | Ewald Balser Kurt Heintel H. Schweiger   | Alma Seidler Sonja Sutter Paula Wessely          |
| 1963 | Walther Reyer   | Maria Emo           | Frank Dietrich Wolfgang Gasser Eduard Cossovel   | Helmut Janatsch Karl Blühm Roswitha Posselt      | Rudolf Rhomberg Peter P. Jost Leonard Steckel | Paul Hartmann Kurt Heintel H. Schweiger  | Alma Seidler Sonja Sutter Helene Thimig          |
| 1964 | Walther Reyer   | Anna Smolik         | Frank Dietrich Michael Heltau Wolfgang Dauscha   | Helmut Janatsch Karl Blühm Roswitha Posselt      | Rudolf Rhomberg Franz Messner Leonard Steckel | Ewald Balser Kurt Heintel H. Schweiger   | Alma Seidler Sonja Sutter Helene Thimig          |
| 1965 | Walther Reyer   | Eva Kerbler         | Frank Dietrich Michael Heltau Wolfgang Dauscha   | Helmut Janatsch Karl Blühm Roswitha Posselt      | Rudolf Rhomberg Franz Messner J. Brockmann    | Will Quadflieg Kurt Heintel H. Schweiger | Mila Kopp Sonja Sutter Helene Thimig             |
| 1966 | Walther Reyer   | Eva Kerbler         | Alfons Lipp Michael Heltau Herbert Fux           | Josef Krastel Helmut Janatsch Gretl Elb          | Rudolf Rhomberg Franz Messner J. Brockmann    | Karl Blühm Kurt Heintel H. Schweiger     | Mila Kopp Sonja Sutter Judith Holzmeister        |
| 1967 | Walther Reyer   | Nadja Tiller        | Alfons Lipp Michael Heltau Jörg Liebenfels       | Hans Thimig Helmut Janatsch Evi Servaes          | Rudolf Rhomberg Franz Messner J. Brockmann    | Karl Blühm Kurt Heintel H. Schweiger     | Mila Kopp Sonja Sutter Judith Holzmeister        |
| 1968 | Walther Reyer   | Nadja Tiller        | Thomas Egg Michael Heltau Jörg Liebenfels        | Rudolf Rössner Helmut Janatsch Evi Servaes       | Kurt Strauß Alfons Lipp J. Brockmann          | Karl Blühm Kurt Heintel H. Schweiger     | Mila Kopp Sonja Sutter Judith Holzmeister        |

Den Koch verkörperte: 1952 bis 1959 Mario Haindorff, 1957, sowie 1961 bis 1965 Viktor Braun, 1960 Hans Schellbach. Einen Knecht spielte: 1960 Franz Wettig.
Weiters spielten den Spielansager: Alfred Schnayder (bereits 1936); Jedermanns guten Gesellen: Alexander Stillmark (1929, 1930), Karl Burgstaller (1932–1936); die Stimme des Herrn: Josef Danegger (auch 1930 bis 1933), Paul Hartmann (auch 1930); den Tod: Raul Lange (1930, 1931 und 1934); den Teufel: Louis Rainer (bereits 1926), Theodor Danegger (1930, 1931 und 1934); die Guten Werke: Lili Darvas (auch noch 1930), Mimi Jonstorff (1930); den Glauben: Anny Hoheneck (1926), Helene Thimig (bereits 1927), Ruth Trumpp (1927, 1929), Franziska Kinz (1929), Hanni Hoessrich (1931), Hedwig Pistorius (1934).

## 1969 bis 1972: Inszenierung Leopold Lindtbergs
Ende der 1960er schienen die moralisierende Aspekte des Stückes – vor allem die schnelle Vergebung der Sünden des kapitalistischen Lebemannes – nicht mehr zeitgemäß. Stimmen mehrten sich, den Jedermann überhaupt abzusetzen. Konzession der Festspiele an den Zeitgeist war eine neue, entschlackte Inszenierung Leopold Lindtbergs, die freilich den restaurativen Publikumsgeschmack nicht befriedigte und nur vier Sommer lang zu sehen war.
| Jahr | Jedermann      | Buhlschaft          | Guter Gesell Hausvogt Mönch            | Armer Nachbar Schuldknecht Sein Weib    | Dicker Vetter Dünner Vetter Mammon           | Gott Tod Teufel                        | Mutter Gute Werke Glaube                           |
| ---- | -------------- | ------------------- | -------------------------------------- | --------------------------------------- | -------------------------------------------- | -------------------------------------- | -------------------------------------------------- |
| 1969 | Ernst Schröder | Christiane Hörbiger | Kurt Heintel Karl Blühm Ferdinand Kaup | Hanns Obonya Edd Stavjanik Evi Servaes  | Max Mairich Heinz Petters Heinrich Schweiger | Ewald Balser Peter Arens Heinz Reincke | Schultze-Westrum Käthe Gold Gisela Mattishent      |
| 1970 | Ernst Schröder | Christiane Hörbiger | Kurt Heintel Karl Blühm Hans Gratzer   | Hanns Obonya Edd Stavjanik Evi Servaes  | Max Mairich Heinz Petters Heinrich Schweiger | Ewald Balser Peter Arens Heinz Reincke | Liselotte Schreiner Gisela Mattishent Sonja Sutter |
| 1971 | Ernst Schröder | Christiane Hörbiger | Kurt Heintel Karl Blühm Hans Gratzer   | Hanns Obonya Edd Stavjanik Evi Servaes  | Max Mairich Heinz Petters Heinrich Schweiger | Ewald Balser Peter Arens Heinz Reincke | Liselotte Schreiner Gisela Mattishent Sonja Sutter |
| 1972 | Ernst Schröder | Christiane Hörbiger | Kurt Heintel Karl Blühm Hans Gratzer   | Hanns Obonya Herbert Propst Evi Servaes | Max Mairich Heinz Petters Heinrich Schweiger | Ewald Balser Peter Arens Heinz Reincke | Liselotte Schreiner Elisabeth Orth Sonja Sutter    |

- Leading Team: Rudolf Heinrich (Bühne und Kostüme), Dick Price (Choreografie), Paul Angerer (Musik).
- Musik: Salzburger Rundfunk- und Mozarteumchor und Mozarteumorchester unter Leitung von Ernst Hinreiner, Oskar Peter (Orgel).
- Weitere Rollen: Der Knecht war durchgehend Tom Krinzinger, der Koch Friedemann Held.

Weiters spielten: den Tod auch Karl Blühm (1972); Jedermanns Mutter auch Alma Seidler (1972), den Hausvogt auch Adalbert Jezel (1972).

## 1973 bis 1989: Inszenierung Ernst Haeussermans
Wiederum ganz in die Tradition von Reinhardts Ursprungsinszenierung stellte Ernst Haeusserman den Jedermann in seiner Neufassung von 1973, ausgestattet mit üppigen Kostümen von Veniero Colasanti und John Moore. Haeusserman legte hohen Wert auf prominente Besetzungen (all stars cast), engagierte die Film- und Fernsehstars Curd Jürgens, Maximilian Schell und Klaus Maria Brandauer für die Titelrolle, Nicole Heesters, Senta Berger und Marthe Keller als Buhlschaft. Es gelang ihm auch, vier ehemalige Jedermänner für Nebenrollen zu verpflichten: Ewald Balser als Stimme des Herrn, Will Quadflieg als Tod, Walther Reyer als Guten Gesellen und Ernst Schröder als Mammon. Der spätere Jedermann Helmuth Lohner spielte in Haeussermans Inszenierung von 1983 bis 1987 den Teufel und 1989 den Tod. Auch die anderen Nebenrollen waren luxuriös besetzt – etwa Jedermanns Mutter mit Vilma Degischer, Adrienne Gessner, Heidemarie Hatheyer und zuletzt mit Haeusermans Ehefrau Susi Nicoletti, der Glaube mit Agnes Fink, Joana Maria Gorvin und Marianne Nentwich, der Tod mit Klaus-Jürgen Wussow, Rolf Boysen, Romuald Pekny, Michael Degen, Kurt Heintel und Otto Sander, der Teufel mit Martin Benrath, Otto Schenk und Walter Schmidinger.
Als sich 1973 herausstellte, dass die rauchige Stimme Jürgens’ nicht tragfähig genug für den Domplatz war, wurde im Folgejahr Mikrofonverstärkung eingeführt, die seither zum Standard der Salzburger Jedermann-Aufführungen gehört. Diese Innovation, wiewohl von Teilen der Presse und des Publikums heftig bekrittelt, hat zu einer erheblichen stilistischen Veränderung geführt: Die Schauspieler müssen nunmehr nicht mit voller Stimmkraft den Text hinausrufen, sondern können intimere Passagen auch im Kammerton sprechen und sind trotzdem am gesamten Platz gut vernehmbar. Auch konnten nun mehr Filmdarsteller ohne klassische Stimmbildung verpflichtet werden.
| Jahr | Jedermann             | Buhlschaft          | Spielansager Guter Gesell Hausvogt           | Armer Nachbar Schuldknecht Sein Weib         | Dicker Vetter Dünner Vetter Mammon          | Gott Tod Teufel                              | Mutter Gute Werke Glaube                      |
| ---- | --------------------- | ------------------- | -------------------------------------------- | -------------------------------------------- | ------------------------------------------- | -------------------------------------------- | --------------------------------------------- |
| 1973 | Curd Jürgens          | Nicole Heesters     | Michael Heltau Walther Reyer Karl Blühm      | Harald Harth Michael Janisch Grete Zimmer    | Fritz Muliar Peter Matic Kurt Heintel       | Ewald Balser Will Quadflieg Martin Benrath   | Vilma Degischer Aglaja Schmid Agnes Fink      |
| 1974 | Curd Jürgens          | Senta Berger        | H. Ehrenfreund Walther Reyer Karl Blühm      | Harald Harth Michael Janisch Grete Zimmer    | Fritz Muliar Peter Matic Kurt Heintel       | Ewald Balser Will Quadflieg Martin Benrath   | Vilma Degischer Aglaja Schmid Agnes Fink      |
| 1975 | Curd Jürgens          | Senta Berger        | H. Ehrenfreund Walther Reyer Karl Blühm      | Harald Harth Michael Janisch Grete Zimmer    | Fritz Muliar Peter Matic Kurt Heintel       | Ewald Balser K.-J. Wussow Martin Benrath     | A. Gessner Aglaja Schmid Agnes Fink           |
| 1976 | Curd Jürgens          | Senta Berger        | Thomas Fritsch Walther Reyer Karl Blühm      | Harald Harth Michael Janisch Grete Zimmer    | Fritz Muliar Peter Matic Kurt Heintel       | Ewald Balser K.-J. Wussow Martin Benrath     | A. Gessner Aglaja Schmid Agnes Fink           |
| 1977 | Curd Jürgens          | Senta Berger        | Thomas Fritsch Walther Reyer Karl Blühm      | Harald Harth Michael Janisch Grete Zimmer    | Fritz Muliar Peter Matic Kurt Heintel       | Ewald Balser K.-J. Wussow Martin Benrath     | A. Gessner Aglaja Schmid Agnes Fink           |
| 1978 | Maximilian Schell     | Senta Berger        | Michael Boettge Frank Hoffmann Karl Blühm    | Erich Auer Herwig Seeböck Martha Wallner     | Eric Pohlmann W. Schmidinger Ernst Schröder | Ewald Balser Rolf Boysen Otto Schenk         | H. Hatheyer Sonja Sutter Joana Maria Gorvin   |
| 1979 | Maximilian Schell     | Christine Buchegger | Michael Boettge Frank Hoffmann E. Schrenk    | Erich Auer Herwig Seeböck Martha Wallner     | Michael Toost Peter Matic Ernst Schröder    | Ewald Balser Rolf Boysen Otto Schenk         | H. Hatheyer Sonja Sutter Joana Maria Gorvin   |
| 1980 | Maximilian Schell     | Senta Berger        | Michael Boettge Frank Hoffmann E. Schrenk    | Erich Auer Herwig Seeböck Martha Wallner     | Michael Toost Peter Matic Ernst Schröder    | Ewald Balser Rolf Boysen Otto Schenk         | H. Hatheyer Sonja Sutter Joana Maria Gorvin   |
| 1981 | Maximilian Schell     | Senta Berger        | H. Ehrenfreund Frank Hoffmann E. Schrenk     | Erich Auer Herwig Seeböck Martha Wallner     | Michael Toost Peter Matic Ernst Schröder    | Will Quadflieg Rolf Boysen Otto Schenk       | H. Hatheyer Sonja Sutter Joana Maria Gorvin   |
| 1982 | Maximilian Schell     | Senta Berger        | P. Wolfsberger Klaus Wildbolz E. Schrenk     | Erich Auer Herwig Seeböck Martha Wallner     | Michael Toost Peter Matic Ernst Schröder    | Will Quadflieg Rolf Boysen Otto Schenk       | H. Hatheyer Sonja Sutter Joana Maria Gorvin   |
| 1983 | Klaus Maria Brandauer | Marthe Keller       | P. Wolfsberger Karlheinz Hackl Edd Stavjanik | Rudolf Wessely Fritz Holzer Ida Krottendorff | Heinrich Schweiger Hans Clarin Rolf Hoppe   | Will Quadflieg Romuald Pekny Helmuth Lohner  | Susi Nicoletti Marianne Nentwich Sonja Sutter |
| 1984 | Klaus Maria Brandauer | Marthe Keller       | P. Wolfsberger Karlheinz Hackl Edd Stavjanik | Rudolf Wessely Fritz Holzer Ida Krottendorff | Alfred Böhm Hans Clarin Rolf Hoppe          | Will Quadflieg Romuald Pekny Helmuth Lohner  | Susi Nicoletti Marianne Nentwich Sonja Sutter |
| 1985 | Klaus Maria Brandauer | Marthe Keller       | P. Wolfsberger Karlheinz Hackl Edd Stavjanik | Rudolf Wessely Fritz Holzer Ida Krottendorff | Alfred Böhm Hans Clarin Rolf Hoppe          | Will Quadflieg Romuald Pekny Helmuth Lohner  | Susi Nicoletti Marianne Nentwich Sonja Sutter |
| 1986 | Klaus Maria Brandauer | Marthe Keller       | P. Wolfsberger F. Manteuffel Edd Stavjanik   | Rudolf Wessely Fritz Holzer Ida Krottendorff | Herbert Propst Hans Clarin Rolf Hoppe       | Will Quadflieg Michael Degen Helmuth Lohner  | Susi Nicoletti Marianne Nentwich Sonja Sutter |
| 1987 | Klaus Maria Brandauer | E. Trissenaar       | P. Wolfsberger F. Manteuffel Edd Stavjanik   | Rudolf Wessely Fritz Holzer Ida Krottendorff | Herbert Propst Hans Clarin Rolf Hoppe       | Will Quadflieg Kurt Heintel Helmuth Lohner   | Susi Nicoletti Marianne Nentwich Sonja Sutter |
| 1988 | Klaus Maria Brandauer | E. Trissenaar       | P. Wolfsberger F. Manteuffel Edd Stavjanik   | Rudolf Wessely Fritz Holzer Ida Krottendorff | Fritz Muliar Joachim Kemmer Rolf Hoppe      | Will Quadflieg Otto Sander W. Schmidinger    | Susi Nicoletti Marianne Nentwich Sonja Sutter |
| 1989 | Klaus Maria Brandauer | E. Trissenaar       | P. Wolfsberger H. Ehrenfreund Edd Stavjanik  | Rudolf Wessely Fritz Holzer Ida Krottendorff | Fritz Muliar Joachim Kemmer Rolf Hoppe      | Will Quadflieg Helmuth Lohner W. Schmidinger | Susi Nicoletti Marianne Nentwich Sonja Sutter |

- Leading Team: Veniero Colasanti, John Moore (Bühne und Kostüme), William Milié (Choreografie), Joseph Messner, Einar Nilson (Musik).
- Musik: Salzburger Rundfunk- und Mozarteumchor und Mozarteumorchester unter Leitung von Ernst Hinreiner.
- Weitere Rollen: Den Koch spielte 1973 bis 1982 Friedemann Held, 1983 Robert Werner

Den Knecht verkörperte 1973 Heribert Aichinger, 1982 Karl Blühm, 1982 Friedemann Held
Den Spielansager verkörperte bereits 1973 Heinz Ehrenfreund (alternierend mit Michael Heltau).

## 1990 bis 2001: Inszenierung Gernot Friedels
Gernot Friedel bewahrte in seiner Inszenierung das Konzept und die Textfassung Haeussermans. Neu an der Bühne waren nur zwei Versenkungen für Mammon und Teufel.
| Jahr | Jedermann      | Buhlschaft       | Spielansager Guter Gesell Hausvogt                 | Armer Nachbar Schuldknecht Sein Weib                  | Dicker Vetter Dünner Vetter Mammon                    | Gott Tod Teufel                                       | Mutter Gute Werke Glaube                            |
| ---- | -------------- | ---------------- | -------------------------------------------------- | ----------------------------------------------------- | ----------------------------------------------------- | ----------------------------------------------------- | --------------------------------------------------- |
| 1990 | Helmuth Lohner | Sunnyi Melles    | Georg Schuchter August Schmölzer Thomas Frey       | Joachim Bißmeier Hans Peter Hallwachs Bettina Redlich | Heinz Schubert Florian Liewehr Hans Christian Rudolph | Ewald Balser Erich Schellow Ekkehard Schall           | Agnes Fink Christine Ostermayer Elisabeth Orth      |
| 1991 | Helmuth Lohner | Sunnyi Melles    | Georg Schuchter August Schmölzer Thomas Frey       | Joachim Bißmeier Franz Buchrieser Bettina Redlich     | Heinz Schubert Florian Liewehr Hans Christian Rudolph | Ewald Balser Peter Simonischek Otto Schenk            | Agnes Fink Christine Ostermayer Elisabeth Orth      |
| 1992 | Helmuth Lohner | Sunnyi Melles    | Georg Schuchter August Schmölzer Thomas Frey       | Ludwig Hirsch Franz Buchrieser Bettina Redlich        | Heinz Schubert Florian Liewehr Jörg Gudzuhn           | Ewald Balser Peter Simonischek Otto Schenk            | Agnes Fink Christine Ostermayer Elisabeth Orth      |
| 1993 | Helmuth Lohner | Sunnyi Melles    | Georg Schuchter August Schmölzer Thomas Frey       | Heinz Trixner Wilfried Baasner Bettina Redlich        | Heinz Schubert Erich Schleyer Jörg Gudzuhn            | Ewald Balser Peter Simonischek Udo Samel              | Agnes Fink Christine Ostermayer Elisabeth Orth      |
| 1994 | Helmuth Lohner | Maddalena Crippa | Georg Schuchter Wolfgang Böck Thomas Frey          | Heinz Trixner Wilfried Baasner Bettina Redlich        | Heinz Schubert Erich Schleyer Ulrich Wildgruber       | Ewald Balser Peter Simonischek Udo Samel              | Marianne Hoppe Christine Ostermayer Rosel Zech      |
| 1995 | Gert Voss      | Maddalena Crippa | Herbert Föttinger Martin G. Zauner Bernd Ander     | Urs Hefti Michael Mendl Gundula Rapsch                | Oliver Stern Reinhart Firchow Erwin Steinhauer        | Rolf Boysen Martin Benrath Ulrich Mühe                | Lola Müthel Isabel Karajan Gertraud Jesserer        |
| 1996 | Gert Voss      | Maddalena Crippa | Herbert Föttinger Martin G. Zauner Bernd Ander     | Fritz Muliar Wolfgang Böck Gundula Rapsch             | Hans Dieter Knebel Reinhart Firchow Erwin Steinhauer  | Rolf Boysen Martin Benrath Ulrich Mühe                | Lola Müthel Isabel Karajan Susanne Lothar           |
| 1997 | Gert Voss      | Maddalena Crippa | Maria Köstlinger Johann Adam Oest Bernd Ander      | Fritz Muliar Wolfgang Böck Gundula Rapsch             | Hans Dieter Knebel Reinhart Firchow Erwin Steinhauer  | Rolf Boysen Martin Benrath Ulrich Mühe                | Lola Müthel Isabel Karajan Susanne Lothar           |
| 1998 | Gert Voss      | Sophie Rois      | Urs Hefti Johann Adam Oest Bernd Ander             | Fritz Muliar Wolfgang Böck Petra Torky                | Hans Dieter Knebel Reinhart Firchow Ulrich Wildgruber | Hans-Michael Rehberg Michael Degen Branko Samarovski  | Lola Müthel Isabel Karajan Sibylle Canonica         |
| 1999 | Ulrich Tukur   | Dörte Lyssewski  | Urs Hefti Gustav Peter Wöhler Bernd Ander          | Fritz Muliar Michael Rastl Petra Torky                | Hans Dieter Knebel Robert Meyer Ulrich Wildgruber     | Hans-Michael Rehberg Martin Benrath Branko Samarovski | Christine Ostermayer Maria Bill Kitty Speiser       |
| 2000 | Ulrich Tukur   | Dörte Lyssewski  | Wolf Bachofner Johannes Krisch Severin Hoensbroech | Fritz Muliar Michael Rastl Petra Torky                | Hans Dieter Knebel Robert Meyer Thomas Thieme         | Hans-Michael Rehberg Otto Sander Branko Samarovski    | Christine Ostermayer Maria Bill Kitty Speiser       |
| 2001 | Ulrich Tukur   | Dörte Lyssewski  | Wolf Bachofner Johannes Krisch Severin Hoensbroech | Fritz Muliar Michael Rastl Petra Torky                | Hans Dieter Knebel Robert Meyer Thomas Thieme         | Hans-Michael Rehberg Otto Sander Branko Samarovski    | Christine Ostermayer Julia Stemberger Kitty Speiser |

- Leading Team: Gernot Friedel (Regie), Imre Vincze (Bühne), Jorge Jara (Kostüme 1990–1994), Moidele Bickel (Kostüme 1995–1998), Annamaria Heinreich (Kostüme 1995–2001), Elizabeth Clarke (Choreografie), Gerhard Wimberger (Musik 1990–1994), Werner Preisegott Pirchner (Musik 1995–2001), Rupert Huber (musikalische Leitung 1990), Fabrice Bollon (musikalische Leitung 1991–1994), Bernhard Sieberer (musikalische Leitung 1995–2001)
- Musik: Ensemble Spinario (1990, 1992), Ensemble Joculatores (1990–1994), Salzburger Bläser-Consort (1993–1994), Hans Gansch (Solo-Trompete, 1995–1997, 1999–2000), Gábor Tarkövi (Solo-Trompete, 1998–1999, 2001), Bernhard Bär (Solo-Trompete, 1999–2001), Vokalensemble NOVA (1995–2001), Juvavum Brass (1995–2001)
- Weitere Rollen: Gerhard Paul (Koch 1990–1994), Hans Wolfgang Pemmer (Koch 1995–2001), Robert Grass (Knecht 1990–1994), Mathias Schlung (Knecht 1995–2001), Helmut Schneider (ein Knecht 1990), Heinz Rilling (ein Knecht 1991), Walter Fischer (ein Knecht 1992–1994), Maximilian Mayer (ein Knecht 1995), Daniel Keberle (ein Knecht 1996–1999), Franz Frickel (ein Knecht 2000–2001)

## 2002 bis 2012: Inszenierung Christian Stückls
| Jahr | Jedermann         | Buhlschaft        | Spielansager Guter Gesell Hausvogt             | Armer Nachbar Schuldknecht Sein Weib          | Dicker Vetter Dünner Vetter Mammon            | Gott Tod Teufel                             | Mutter Gute Werke Glaube                          |
| ---- | ----------------- | ----------------- | ---------------------------------------------- | --------------------------------------------- | --------------------------------------------- | ------------------------------------------- | ------------------------------------------------- |
| 2002 | Peter Simonischek | Veronica Ferres   | Riederinger Kinder Tobias Moretti J. Ch. Wehrs | H.-M. Rehberg Anton Burkhart Susanne Schäfer  | Oswald Fuchs Achim Buch Florian Stetter       | H.-M. Rehberg Jens Harzer Tobias Moretti    | Jennifer Minetti Elisabeth Rath Sunnyi Melles     |
| 2003 | Peter Simonischek | Veronica Ferres   | Riederinger Kinder Tobias Moretti J. Ch. Wehrs | Peter Fitz Anton Burkhart Susanne Schäfer     | Oswald Fuchs Achim Buch Florian Stetter       | Peter Fitz Jens Harzer Tobias Moretti       | Jennifer Minetti Elisabeth Rath Ulli Maier        |
| 2004 | Peter Simonischek | Veronica Ferres   | Riederinger Kinder Tobias Moretti J. Ch. Wehrs | Rudolf Wessely Anton Burkhart Susanne Schäfer | Oswald Fuchs Achim Buch M. Brückner           | Rudolf Wessely Jens Harzer Tobias Moretti   | Jennifer Minetti Elisabeth Rath Elisabeth Schwarz |
| 2005 | Peter Simonischek | Nina Hoss         | Riederinger Kinder Tobias Moretti J. Ch. Wehrs | Karl Merkatz Arthur Klemt Susanne Schäfer     | Heinz Zuber Achim Buch M. Brückner            | Karl Merkatz Ulrike Folkerts Tobias Moretti | Bibiana Zeller Elisabeth Rath Elisabeth Schwarz   |
| 2006 | Peter Simonischek | Nina Hoss         | Riederinger Kinder Norman Hacker J. Ch. Wehrs  | Karl Merkatz Arthur Klemt Susanne Schäfer     | Heinz Zuber Achim Buch M. Brückner            | Karl Merkatz Ulrike Folkerts Norman Hacker  | Bibiana Zeller Elisabeth Rath Elisabeth Schwarz   |
| 2007 | Peter Simonischek | Marie Bäumer      | Riederinger Kinder S.-E. Bechtolf J. Ch. Wehrs | Peter Fitz Anton Burkhart Britta Bayer        | Heinz Zuber Thomas Limpinsel Gabriel Raab     | Peter Fitz Clemens Schick S.-E. Bechtolf    | E. Trissenaar Elisabeth Rath nicht besetzt        |
| 2008 | Peter Simonischek | Sophie von Kessel | Riederinger Kinder S.-E. Bechtolf J. Ch. Wehrs | Peter Fitz Friedrich Mücke Britta Bayer       | Heinz Zuber Thomas Limpinsel Gabriel Raab     | Peter Fitz Clemens Schick S.-E. Bechtolf    | E. Trissenaar Elisabeth Rath nicht besetzt        |
| 2009 | Peter Simonischek | Sophie von Kessel | Riederinger Kinder Peter Jordan J. Ch. Wehrs   | Peter Fitz Friedrich Mücke Britta Bayer       | Heinz Zuber Thomas Limpinsel Gabriel Raab     | Peter Fitz Ben Becker Peter Jordan          | E. Trissenaar Elisabeth Rath nicht besetzt        |
| 2010 | Nicholas Ofczarek | Birgit Minichmayr | Riederinger Kinder Peter Jordan J. Ch. Wehrs   | Martin Reinke R. Sondermann Britta Bayer      | Felix Vörtler Thomas Limpinsel Sascha O. Weis | Martin Reinke Ben Becker Peter Jordan       | Elisabeth Rath Angelika Richter nicht besetzt     |
| 2011 | Nicholas Ofczarek | Birgit Minichmayr | Riederinger Kinder Peter Jordan J. Ch. Wehrs   | Martin Reinke R. Sondermann Britta Bayer      | Felix Vörtler Thomas Limpinsel Sascha O. Weis | Martin Reinke Ben Becker Peter Jordan       | Elisabeth Rath Lina Beckmann nicht besetzt        |
| 2012 | Nicholas Ofczarek | Birgit Minichmayr | Riederinger Kinder Peter Jordan J. Ch. Wehrs   | Martin Reinke R. Sondermann Britta Bayer      | Felix Vörtler Thomas Limpinsel Sascha O. Weis | Martin Reinke Ben Becker Peter Jordan       | Elisabeth Rath Lina Beckmann nicht besetzt        |

Der Koch war 2002 Georg Reiter, 2003 und 2004 Maximilian Simonischek, 2005 bis 2009 Olaf Weissenberg, 2010 bis 2012 Robert Reinagl; der Knecht 2002 bis 2005 Gerald Koblinger, 2006 Florian Denk, 2007 und 2008 Dennis Junge, 2009 bis 2012 David Supper.
Den Hausvogt spielte auch: 2002 Kilian Engels, den Dicken Vetter: 2002 Christian Stückl,

## 2013 bis 2016: Inszenierung Brian Mertes und Julian Crouch
| Jahr | Jedermann        | Buhlschaft         | Spielansager Guter Gesell Koch                          | Armer Nachbar Schuldknecht Sein Weib         | Dicker Vetter Dünner Vetter Mammon            | Gott Tod Teufel                                    | Mutter Gute Werke Glaube                         |
| ---- | ---------------- | ------------------ | ------------------------------------------------------- | -------------------------------------------- | --------------------------------------------- | -------------------------------------------------- | ------------------------------------------------ |
| 2013 | Cornelius Obonya | Brigitte Hobmeier  | Kreiss/Flaschberger Patrick Güldenberg Sigrid Schnückel | J. Silberschneider Fritz Egger K. Stemberger | H. Flaschberger Stephan Kreiss Jürgen Tarrach | Florentina Rucker Peter Lohmeyer Simon Schwarz     | Julia Gschnitzer Sarah V. Frick H. P. Hallwachs  |
| 2014 | Cornelius Obonya | Brigitte Hobmeier  | Kreiss/Flaschberger Patrick Güldenberg Sigrid Schnückel | J. Silberschneider Fritz Egger K. Stemberger | H. Flaschberger Stephan Kreiss Jürgen Tarrach | Florentina Rucker Peter Lohmeyer Simon Schwarz     | Julia Gschnitzer Sarah V. Frick H. P. Hallwachs  |
| 2015 | Cornelius Obonya | Brigitte Hobmeier  | Kreiss/Flaschberger Sven Dolinski Sigrid Schnückel      | J. Silberschneider Fritz Egger K. Stemberger | H. Flaschberger Stephan Kreiss Jürgen Tarrach | Florentina Rucker Peter Lohmeyer Christoph Franken | Julia Gschnitzer Johanna Bantzer H. P. Hallwachs |
| 2016 | Cornelius Obonya | Miriam Fussenegger | Kreiss/Flaschberger Sven Dolinski Sigrid Schnückel      | J. Silberschneider Fritz Egger Eva Herzig    | H. Flaschberger Stephan Kreiss David Bennent  | Nikolaus Rucker Peter Lohmeyer Christoph Franken   | Julia Gschnitzer Johanna Bantzer H. P. Hallwachs |

Quelle: Hannoversche Allgemeine: „Ein schöner Tod“

## 2017 bis 2023: Inszenierung Michael Sturminger
| Jahr      | Jedermann                                                                                        | Buhlschaft           | Spielansager Guter Gesell Koch                     | Armer Nachbar Schuldknecht Sein Weib           | Dicker Vetter Dünner Vetter Mammon                    | Gott Tod Teufel                                           | Mutter Gute Werke Glaube                             |
| --------- | ------------------------------------------------------------------------------------------------ | -------------------- | -------------------------------------------------- | ---------------------------------------------- | ----------------------------------------------------- | --------------------------------------------------------- | ---------------------------------------------------- |
| 2017      | Tobias Moretti                                                                                   | Stefanie Reinsperger | Kreiss/Flaschberger Hanno Koffler Sigrid Schnückel | Roland Renner Fritz Egger Eva Herzig           | H. Flaschberger Stephan Kreiss Christoph Franken      | Nikolaus Rucker Peter Lohmeyer Hanno Koffler              | Edith Clever Mavie Hörbiger Johannes Silberschneider |
| 2018      | Tobias Moretti (Philipp Hochmair, Krankheitsvertretung ab 9. August 2018 für fünf Vorstellungen) | Stefanie Reinsperger | Kreiss/Flaschberger Hanno Koffler Sigrid Schnückel | Roland Renner Fritz Egger Martina Stilp        | H. Flaschberger Stephan Kreiss Christoph Franken      | Nikolaus Rucker Peter Lohmeyer Hanno Koffler              | Edith Clever Mavie Hörbiger Johannes Silberschneider |
| 2019      | Tobias Moretti                                                                                   | Valery Tscheplanowa  | Peter Lohmeyer Gregor Bloéb Markus Kofler          | Helmut Mooshammer Michael Masula Martina Stilp | Björn Meyer Tino Hillebrand Christoph Franken         | Peter Lohmeyer Gregor Bloéb                               | Edith Clever Mavie Hörbiger Falk Rockstroh           |
| 2020      | Tobias Moretti                                                                                   | Caroline Peters      | Peter Lohmeyer Gregor Bloéb Markus Kofler          | Helmut Mooshammer Michael Masula Pauline Knof  | Gustav Peter Wöhler Tino Hillebrand Christoph Franken | Peter Lohmeyer Gregor Bloéb                               | Edith Clever Mavie Hörbiger Falk Rockstroh           |
| 2021 2022 | Lars Eidinger                                                                                    | Verena Altenberger   | ? Anton Spieker ?                                  | Jörg Ratjen Mirco Kreibich Anna Rieser         | Gustav Peter Wöhler Tino Hillebrand Mirco Kreibich    | Mavie Hörbiger Edith Clever Mavie Hörbiger                | Angela Winkler ? Kathleen Morgeneyer                 |
| 2023      | Michael Maertens                                                                                 | Valerie Pachner      | Anja Plaschg Helmfried von Lüttichau ?             | Emanuel Fellmer Mirco Kreibich Birte Schnöink  | Bruno Cathomas Fridolin Sandmeyer Mirco Kreibich      | Sarah Viktoria Frick Valerie Pachner Sarah Viktoria Frick | Nicole Heesters Birte Schnöink Anja Plaschg          |

- Leading Team: Bühne und Kostüme: Renate Martin und Andreas Donhauser,[12] Musik: Mathias Rüegg 2017, Wolfgang Mitterer 2018–2021.

Die Premiere 2023 wurde von Zwischenrufen von Aktivisten der Letzte Generation unterbrochen, Zuschauern war der Austria Presse Agentur zufolge anfangs nicht klar, ob es sich um eine Störaktion oder um einen Teil der Inszenierung handelte.

## 2024 bis 2025: Inszenierung Robert Carsen
| Jahr | Jedermann        | Buhlschaft     | Spielansager Guter Gesell Koch  | Armer Nachbar Schuldknecht Sein Weib            | Dicker Vetter Dünner Vetter Mammon                  | Gott Tod Teufel                                                      | Mutter Gute Werke Glaube                           |
| ---- | ---------------- | -------------- | ------------------------------- | ----------------------------------------------- | --------------------------------------------------- | -------------------------------------------------------------------- | -------------------------------------------------- |
| 2024 | Philipp Hochmair | Deleila Piasko | - Christoph Luser Susanne Wende | Dörte Lyssewski Arthur Klemt Nicole Beutler     | Lukas Vogelsang Daniel Lommatzsch Kristof van Boven | – Dominik Dos-Reis Krankheitsvertretung Paul Winkler Christoph Luser | Andrea Jonasson Dörte Lyssewski Regine Zimmermann  |
| 2025 | Philipp Hochmair | Deleila Piasko | - Christoph Luser Susanne Wende | Kathleen Morgeneyer Arthur Klemt Nicole Beutler | Lukas Vogelsang Daniel Lommatzsch Kristof van Boven | – Dominik Dos-Reis Krankheitsvertretung Paul Winkler Christoph Luser | Andrea Jonasson Kathleen Morgeneyer Juliette Larat |

- Leading Team: Bühne und Kostüme: Robert Carsen und Luis F. Carvalho. Kostüme: Luis F. Carvalho. Licht: Robert Carsen und Giuseppe di Iorio. Choreografie: Rebecca Howell[14][17]

Im Rahmen der Verleihung des Nestroy-Theaterpreises 2024 wurde Christoph Luser in der Kategorie Beste Nebenrolle für seine Darstellung des Guten Gesells und Teufels ausgezeichnet.